# Pancrustacea
Pancrustacés
Clade
Synonymes
- Tetraconata Dohle, 2001

Position phylogénétique
- Protostomiens
  - Ecdysozoaires
    - Panarthropodes
      - Tardigrades
      - Onychophores
      - Arthropodes
        - Chélicérés
          - Pycnogonides
          - Arachnides

        - Myriapodes
        - Pancrustacés
          - Rémipèdes
          - Céphalocarides
          - Maxillopodes
          - Branchiopodes
          - Malacostracés
          - Collemboles
          - Insectes
          - Protoures
          - Diploures

Les Pancrustacea (Pancrustacés en français) sont un taxon issu de la recherche d'une classification phylogénétique. Ce dernier constitue vraisemblablement un clade monophylétique. La classification classique reconnaissait le taxon des Crustacés, qui constitue un groupe paraphylétique, et celui des Hexapodes, dont la monophylie a été contestée mais semble aujourd'hui confirmée,. 
Le sous-embranchement des Pancrustacea inclut donc avec les Crustacés stricto sensu, les Insectes, Collemboles, Protoures et Diploures, plutôt que de lier ceux-ci aux Myriapodes. La place exacte des différents groupes d'Hexapodes n'est pas fermement établie à ce jour, les phylogénies moléculaires proposant plusieurs solutions alternatives, mais toujours à proximité des Malacostracés et/ou des Branchiopodes.

## Étymologie
Ce terme dérive de pan, du mot grec pour tout, et de crustacé, obtenu à partir du latin crusta, croûte, qui désigne classiquement une classe d'Arthropodes généralement aquatiques, dont la carapace est constituée de chitine imprégnée de calcaire.